# Aleksandar Protogerow

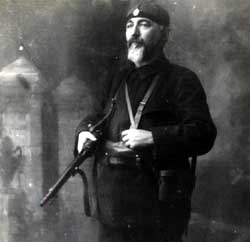
Aleksandar Protogerow

Aleksandar Protogerow (bulgarisch Александър Протогеров; * 28. Februar 1867 in Ohrid, heute Nordmazedonien; † 7. Juli 1928, Sofia, Bulgarien) war ein bulgarischer Militär, Politiker, Freiheitskämpfer, Revolutionär, Freimaurer, sowie Vorsitzender der Innere Mazedonische Revolutionäre Organisation, kurz IMRO.

## Leben
Aleksandar Protogerow wurde 1867 in der am gleichnamigen See gelegene Stadt Ohrid geboren. Nach der Befreiung Bulgariens zog er, wie viele makedonische Bulgaren, in das freie Fürstentum Bulgarien. In Sofia angekommen meldete er sich zur Ausbildung an der neugegründete Militärakademie. Am Serbisch-Bulgarischen Krieg von 1886 nahm Protogerow als Freiwilliger teil. Als Teil einer beweglichen Einheit (Tscheta) nahm er 1902 am Gorna-Dschumaja-Aufstand teil, dessen Führer er nach der Verwundung von Iwan Zontschew wurde. Protogerow nahm 1903 außerdem am Ilinden-Preobraschenie-Aufstand teil. Während der Balkankriege von 1912 bis 1913 war er Stellvertreter des Anführers des Makedonien-Adrianopel-Freiwilligen-Korps der bulgarischen Armee, Generalmajor Nikola Genew.

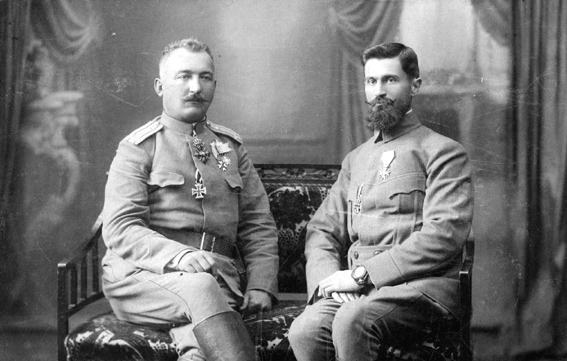
Alexander Protogerow und Todor Aleksandrow

Protogerow war während des Feldzuges gegen Serbien im Oktober 1915 aktiv an der Formierung der neuen 11. Infanterie-Division in Makedonien beteiligt.  Unter dem Divisionsführer, Generalmajor Christo Zlaterew hatte er das Kommando über die 3. Infanterie-Brigade und nahm an den Schlachten in Krivolak, Hradec und Bogdantsi teil. 1916 formierte er die bulgarische 1. Gebirgsdivision und wurde deren erster Kommandeur, am 1. April 1917 folgte seine Beförderung zum Generalmajor, bald darauf erhielt er den Befehl der bulgarischen Truppen in der Morava Region (Ostserbien).
Nach dem Ersten Weltkrieg wurde Protogerow zum Mitglied der IMRO gewählt, welche von Todor Aleksandrow geführt wurde. 1924 nahm die IMRO Organisation Verhandlungen mit der Komintern über die Zusammenarbeit zwischen den Kommunisten und der mazedonischen Bewegung und die Schaffung einer vereinten mazedonischen Bewegung auf. Protogerow und sein Mitstreiter Petar Chaulew haben dabei am 6. Mai wahrscheinlich das sogenannte Mai-Manifest über die Bildung einer kommunistischen Föderation auf dem Balkan und die Zusammenarbeit mit der Sowjetunion in Wien unterzeichnet. Später bestritt Protogerow durch die bulgarische Presse, jemals irgendwelche Vereinbarungen unterzeichnet zu haben und behauptete das Mai-Manifest sei eine kommunistische Fälschung. Kurz darauf wurde Todor Alexandrow unter unklaren Umständen ermordet und die IMRO-Bewegung kam unter die Führung von Iwan Michajlow, der auch die führende Figur in der bulgarischen Politik wurde. Im April 1925 war Protogerow  unter den Verwundeten des Bombenanschlags auf die Kathedrale Sweta Nedelja. Die Folge des Mordes an Alexandrow war ein lange andauernder Bruderkampf innerhalb der Organisation, wobei 1928 auch Protogerow ermordet wurde.